# Приче са Менхетна
Приче са Менхетна је амерички филм који је режирао Жилијен Дививје. 

## Улоге
| Глумац             | Улога                  |
| ------------------ | ---------------------- |
| Чарлс Бојер        | Пол Орман              |
| Рита Хејворт       | Етел Холовеј           |
| Џинџер Роџерс      | Дајан                  |
| Хенри Фонда        | Џорџ                   |
| Чарлс Лотон        | Чарлс Смит             |
| Едвард Г. Робинсон | Ејвери 'Лари' Л. Браун |
| Пол Робесон        | Лук                    |
| Етел Вотерс        | Естер                  |
| Еди Андерсон       | пречасни Лазарус       |
| Томас Мичел        | Џон Холовеј            |
| Јуџин Палит        | Лутер                  |
| Цесар Ромеро       | Хари Вилсон            |
| Гејл Патрик        | Елен                   |
| Роланд Јанг        | Едгар                  |
| Марион Мартин      | Скверел                |
| Елза Ланчестер     | Елза Смит              |
| Виктор Франсен     | Артуро Белини          |
| Џорџ Сандерс       | Вилијамс               |
| Џејмс Глисон       | отац Џо                |
| Хари Давенпорт     | професор Лајонс        |
| Џ. Карол Неш       | Костело                |